# HD 77580
HD 77580，又名CD-38 5154，SAO 199902、HR 3602，是一颗恒星，视星等为6.27，位于銀經262.19，銀緯4.69，其B1900.0坐标为赤經8h 58m 16.4s，赤緯-39° 4.69′ 32″。